# 栗背奇鹛
栗背奇鹛（学名：Leioptila annectens），是噪鹛科栗背奇鹛属的唯一一种，它原属奇鹛属，2018年改为现在的分类，分布于不丹、老挝、中国大陆、越南、印度、泰国、缅甸和尼泊尔。该物种的保护状况被评为无危。
栗背奇鹛的平均体重约为25.6克。栖息地包括亚热带或热带的湿润低地林和亚热带或热带的湿润山地林。该物种的模式产地在印度的Darjeeling。

## 亚种
- 栗背奇鹛指名亚种（学名：Leioptila annectens annectens）。在中国大陆，分布于云南等地。该物种的模式产地在印度Darjeeling。[4]
- 栗背奇鹛滇南亚种（学名：Leioptila annectens mixta）。在中国大陆，分布于云南等地。该物种的模式产地在泰国DoiPhaHomPok。[5]